# Potentilla johnstonii
Potentilla johnstonii es una especie de planta del género Potentilla, perteneciente a la familia Rosaceae.

## Taxonomía
Potentilla johnstonii fue descrita por Jiří Soják en 2007.

## Distribución
Se encuentra en el territorio de Nevada.